# Aeroportul Tri-State
Aeroportul Tri-State (IATA: HTS, ICAO: KHTS, FAA LID: HTS) este un aeroport din Virginia de Vest, Statele Unite ale Americii ce deservește zona Huntington⁠(d). Aeroportul a fost tranzitat în 2019 de 217.030 de pasageri. A fost deschis în 2 noiembrie 1952.
Situat la o altitudine de 252 m, aeroportul dispune de 1 pistă și ocupă o suprafață de 5.260.000 m².

## Infrastructură

### Piste
Aeroportul dispune de o singură pistă. Pista 12/30 are suprafața de asfalt și dimensiunile 2.139 m × 46 m. 